# Llit fluvial

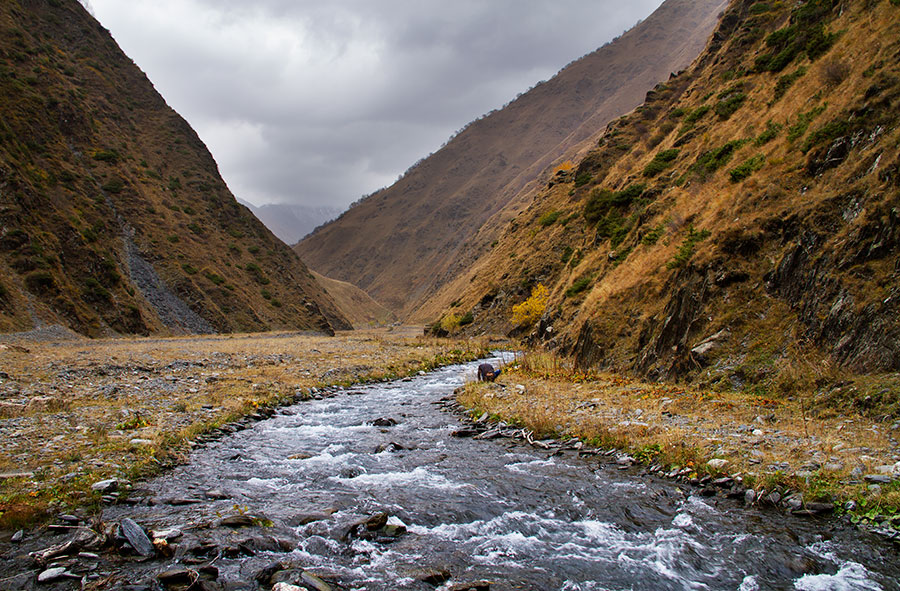
Llit d'un riu.

El llit fluvial, de vegades dit llera, és la part d'una vall per on discorren les aigües en el seu curs.
És el límit físic normal del flux d'un riu, mentre que els confins laterals són les riberes. Quan el nivell de les aigües puja degut a les crescudes estacionals, el riu ocupa l'espai anomenat plana d'inundació.
La naturalesa de qualsevol llit fluvial és sempre una funció de la dinàmica de fluids i dels materials geològics locals que influeixen en aquest flux.